# Dinometa abigailae
Dinometa abigailae (лат.) — вид бабочек-коконопрядов рода Dinometa из подсемейства Lasiocampinae (Lasiocampidae). Восточная Африка: Кения и Танзания.

## Описание
Длина переднего крыла самца 34—38 мм; размах крыльев 72—76 мм. На заднем крыле более или менее выраженное красноватое пятно. Самка остаётся неизвестной. Отличается от D. maputuana и D. ethani красными пятнами на заднем крыле. Аллопатричен с D. maputuana. Взрослые особи были собраны с февраля по март на высоте от 900 до 2515 м. Преимагинальные стадии неизвестны. Типовая серия была обнаружена в 1980 и 1981 годах в Восточной Африке (Кения и Танзания) и впервые описана в качестве нового для науки вида в 2024 году. Вид назван в честь Abigail Grace Flicker (Бруклин, Нью-Йорк, США).

## Распространение
Восточная Африка: Танзания. Южные акациево-коммифоровые заросли и заросли в Танзании и северные акациево-коммифоровые заросли и заросли в Кении. Предполагается, что этот вид является эндемиком гор Восточной дуги и прибрежных лесов Танзании и Кении (Mittermeier et al., 1998; Myers et al., 2000). Ещё шесть видов коконопрядов ограничены этой зоной биоразнообразия, включая D. ethani.